# Johannes Agricola

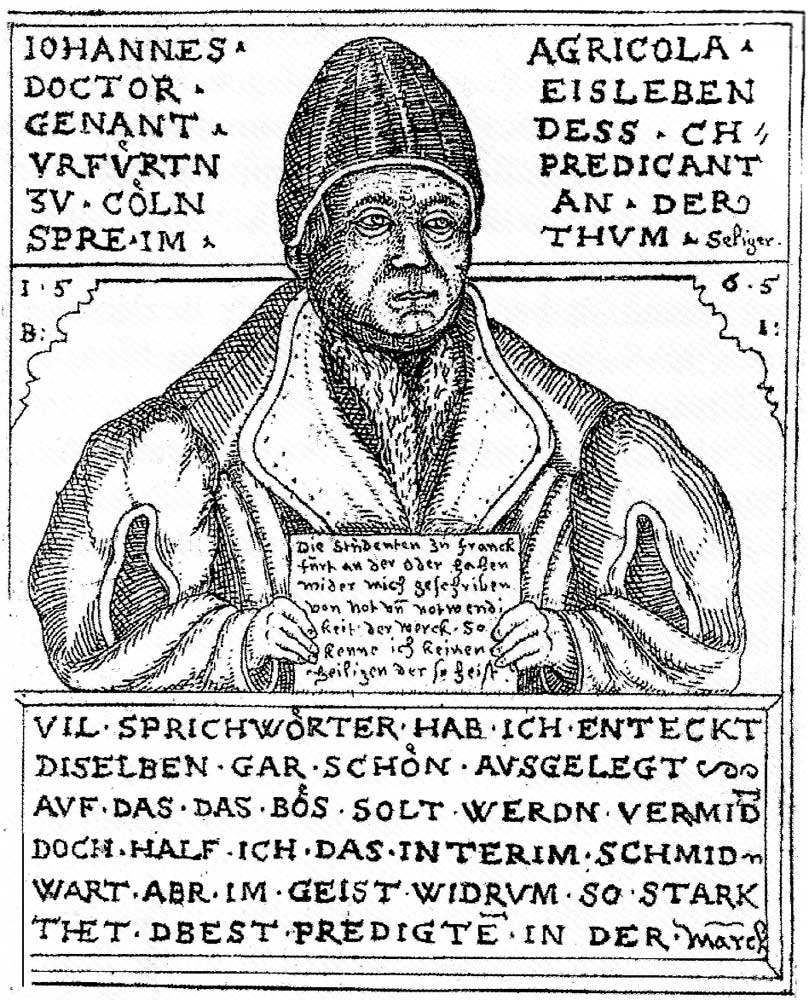
Johannes Agricola

Johannes Agricola (o Schnitter, Sneider, Schneyder, Eisleben, 20 de abril de 1494-Berlín, 22 de septiembre de 1566) fue un reformador protestante y humanista alemán. Fue seguidor y amigo de Martín Lutero, de quien se volvió antagonista en la cuestión de imponer el Pentateuco a los cristianos, por lo que es conocido como el propulsor del Antinomismo.

## Juventud
Nació en Eisleben, por lo que a veces se le conoce como Magister Islebius. Estudió en Wittenberg, donde se granjearía la amistad de Martín Lutero.  En 1519 acompañó a Lutero a una asamblea de teólogos alemanes en Leipzig, y actuó como secretario de registros. Después de dar lecciones por algún tiempo en Wittenberg, fue a Fráncfort del Meno en 1525 para implantar el culto protestante. Residió allí apenas un mes, cuando fue llamado a Eisleben, donde estuvo hasta 1526 como profesor de la escuela de San Andrés y predicador.

## Controversia

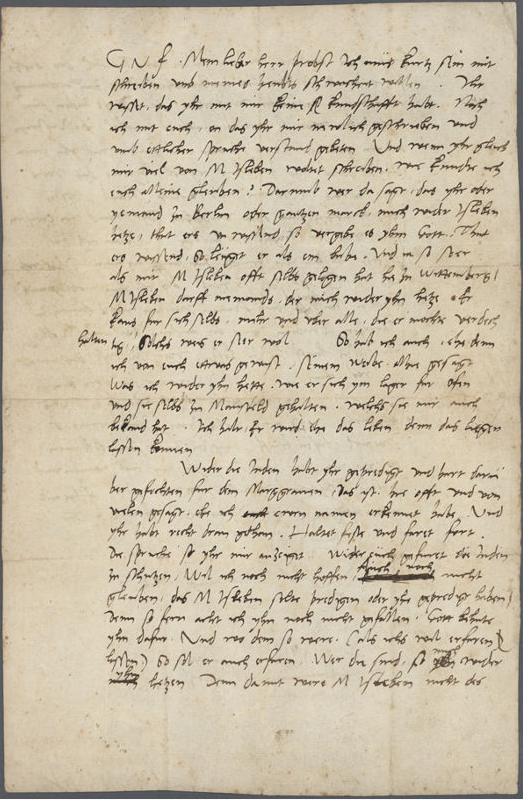
Carta de 1543 en la que Lutero llama "mentiroso" a Agricola.

En 1536 Agricola se fue a enseñar a Wittenberg, se encontró con Martín Lutero y prosiguieron con una controversia empezada unos diez años antes. Agricola fue el primero en enseñar los puntos de vista que Lutero había sido el primero en estigmatizar en nombre del antinomismo, sosteniendo que, mientras los no cristianos aún estaban sometidos a la "Ley de Moisés", los cristianos estaban enteramente libres de ella, debiendo solo obediencia al Evangelio. Después de que Agricola escribiera una crítica a Lutero, Lutero quiso tratar el tema con él, aunque luego no quiso saber más de él.

## Retractación y vejez
A consecuencia de la controversia que tuvo con Lutero, Agricola dejó secretamente Wittenberg en 1540 y fue a vivir a Berlín, donde publicó una carta dirigida a Federico III de Sajonia, que fue interpretada como una retractación de sus ideas, aunque Lutero no lo entendió así.
Joaquín II de Brandeburgo simpatizaba con Agricola y lo nombró pregonero de la corte y superintendente general. Agricola conservó los dos cargos hasta su muerte en 1566, y su carrera en el Margraviato de Brandeburgo fue muy fructífera.
Junto con Julius von Pflug, obispo de Naumburgo (Saale) y Michael Helding, obispo de Sidón, Agricola preparó el Interim de Augsburgo de 1548, una propuesta en consonancia con la cual los protestantes aceptarían todas las autoridades católicas, siendo permitido mantener la enseñanza protestante de la Justificación, pero por su parte, obligados a aceptar la doctrina y la práctica católicas. A partir de ese momento, Agricola fue como un paria entre los teólogos protestantes. Fue una ironía que uno de los reformadores más radicales terminara la vida capitulando ante los católicos.
Agricola buscó, vanamente, apaciguar la controversia adiaforística. Murió el 22 de septiembre de 1566 en Berlín durante una epidemia de peste negra.

## Escritos
- Agricola, Johannes: Drehundert gemener Sprickwörde, der wy Düdschen uns gebruken, unde doch nicht weten worher se kamen. Magdeburg 1528.
- Agricola, Johannes: Das ander teyl gemainer Tewtscher Sprichwörter, mit jhrer außlegung hat fünffthalb hundert newer Wörtter. Nürnberg 1530.
- Ich ruf zu dir, Herr Jesu Christ.